# Olympique de Marseille 1992-1993
Questa voce raccoglie le informazioni riguardanti l'Olympique de Marseille nelle competizioni ufficiali della stagione 1992-1993.

## Maglie e sponsor
Lo sponsor tecnico della stagione 1992-1993 è Adidas, mentre gli sponsor ufficiali sono Eurest per il campionato e TF1 per la Coppa di Francia. Tutti i motivi introdotti nella stagione precedente (divisa interamente bianca con tre strisce oblique azzurre nella parte superiore sinistra della maglia e inferiore destra dei calzoncini) vengono confermati.
| Casa | Trasferta | Portiere |  |

## Organigramma societario
Area direttiva
- Presidente: Bernard Tapie
- Vice presidente: Jean-Louis Levreau
- Direttore generale: Jean-Pierre Bernès

Area tecnica
- Allenatore: Jean Fernandez, dal 15 novembre Raymond Goethals[3]
- Allenatore in seconda: dal 15 novembre Jean Fernandez[3]

## Rosa
| N. |                    | Ruolo | Calciatore              |
| -- | ------------------ | ----- | ----------------------- |
|    | Francia (bandiera) | P     | Fabien Barthez          |
|    | Francia (bandiera) | P     | Pascal Olmeta           |
|    | Francia (bandiera) | D     | Basile Boli             |
|    | Francia (bandiera) | D     | Marcel Desailly         |
|    | Francia (bandiera) | D     | Jocelyn Angloma         |
|    | Francia (bandiera) | D     | Éric Di Meco            |
|    | Francia (bandiera) | D     | Bernard Casoni          |
|    | Francia (bandiera) | D     | Manuel Amoros           |
|    | Francia (bandiera) | D     | Jean-Christophe Marquet |
|    | Francia (bandiera) | C     | Didier Deschamps        |
|    | Francia (bandiera) | C     | Franck Sauzée           |

| N. |                       | Ruolo | Calciatore             |
| -- | --------------------- | ----- | ---------------------- |
|    | Ghana (bandiera)      | C     | Abedi Pelé             |
|    | Francia (bandiera)    | C     | Jean-Philippe Durand   |
|    | Francia (bandiera)    | C     | Jean-Jacques Eydelie   |
|    | Francia (bandiera)    | C     | Jean-Marc Ferreri      |
|    | Francia (bandiera)    | C     | Jean-Christophe Thomas |
|    | Russia (bandiera)     | C     | Igor' Dobrovol'skij    |
|    | Spagna (bandiera)     | C     | Martín Vázquez         |
|    | Jugoslavia (bandiera) | C     | Dragan Stojković       |
|    | Croazia (bandiera)    | A     | Alen Bokšić            |
|    | Camerun (bandiera)    | A     | François Omam-Biyik    |
|    | Germania (bandiera)   | A     | Rudi Völler            |

## Calciomercato

### Sessione estiva
| Acquisti | Acquisti               | Acquisti | Acquisti |
| R.       | Nome                   | da       | Modalità |
| -------- | ---------------------- | -------- | -------- |
| P        | Fabien Barthez         | Tolosa   |          |
| C        | Jean-Jacques Eydelie   | Nantes   |          |
| C        | Jean-Marc Ferreri      | Auxerre  |          |
| C        | Dragan Stojković       | Verona   |          |
| C        | Jean-Christophe Thomas | Sochaux  |          |
| C        | Martín Vázquez         | Torino   |          |
| A        | Alen Bokšić            | Cannes   |          |
| A        | François Omam-Biyik    | Cannes   |          |
| A        | Rudi Völler            | Roma     |          |

| Cessioni | Cessioni          | Cessioni            | Cessioni |
| R.       | Nome              | a                   | Modalità |
| -------- | ----------------- | ------------------- | -------- |
| P        | Alain Casanova    | Tolosa              |          |
| D        | Pascale Baills    | Strasburgo          |          |
| D        | Carlos Mozer      | Benfica             |          |
| D        | Frédéric Tatarian | Mulhouse            |          |
| C        | Alain Boghossian  | Istres              |          |
| C        | Patrice Eyraud    | Tolone              |          |
| C        | Trevor Steven     | Rangers             |          |
| C        | Jean Tigana       | Monaco              |          |
| C        | Chris Waddle      | Sheffield Wednesday |          |
| A        | Éric Lada         | Tolosa              |          |
| A        | Marc Libbra       | Istres              |          |
| A        | Jean-Pierre Papin | Milan               |          |
| A        | Daniel Xuereb     | Tolone              |          |

### Sessione invernale
| Acquisti | Acquisti            | Acquisti | Acquisti |
| R.       | Nome                | da       | Modalità |
| -------- | ------------------- | -------- | -------- |
| C        | Igor' Dobrovol'skij | Genoa    |          |

| Cessioni | Cessioni            | Cessioni    | Cessioni |
| R.       | Nome                | da          | Modalità |
| -------- | ------------------- | ----------- | -------- |
| C        | Martín Vázquez      | Real Madrid |          |
| A        | François Omam-Biyik | Lens        |          |

## Risultati

### Division 1

#### Girone di andata
| Marsiglia 1ª giornata | Olympique Marsiglia | 2 – 1 referto | Tolosa |  |

| Tolone 2ª giornata | Tolone | 0 – 0 referto | Olympique Marsiglia |  |

| Marsiglia 3ª giornata | Olympique Marsiglia | 3 – 2 referto | Metz |  |

| Lione 4ª giornata | Olympique Lione | 2 – 2 referto | Olympique Marsiglia |  |

| Marsiglia 5ª giornata | Olympique Marsiglia | 2 – 0 referto | Auxerre |  |

| Nîmes 6ª giornata | Nîmes | 1 – 3 referto | Olympique Marsiglia |  |

| Marsiglia 7ª giornata | Olympique Marsiglia | 1 – 1 referto | Le Havre |  |

| Lens 8ª giornata | Lens | 2 – 2 referto | Olympique Marsiglia |  |

| Nantes 9ª giornata | Olympique Marsiglia | 1 – 0 referto | Monaco |  |

| Bordeaux 10ª giornata | Bordeaux | 1 – 0 referto | Olympique Marsiglia |  |

| Marsiglia 11ª giornata | Olympique Marsiglia | 0 – 1 referto | Nantes |  |

| Marsiglia 12ª giornata | Olympique Marsiglia | 1 – 0 referto | Saint-Étienne |  |

| Sochaux 13ª giornata | Sochaux | 2 – 2 referto | Olympique Marsiglia |  |

| Marsiglia 14ª giornata | Olympique Marsiglia | 1 – 1 referto | Montpellier |  |

| Strasburgo 15ª giornata | Strasburgo | 2 – 2 referto | Olympique Marsiglia |  |

| Marsiglia 16ª giornata | Olympique Marsiglia | 2 – 1 referto | Caen |  |

| Lilla 17ª giornata | Lilla | 2 – 0 referto | Olympique Marsiglia |  |

| Marsiglia 18ª giornata | Olympique Marsiglia | 2 – 1 referto | Valenciennes |  |

| Parigi 19ª giornata | Paris Saint-Germain | 0 – 1 referto | Olympique Marsiglia |  |

#### Girone di ritorno
| Marsiglia 20ª giornata | Olympique Marsiglia | 5 – 2 referto | Tolone |  |

| Metz 21ª giornata | Metz | 2 – 1 referto | Olympique Marsiglia |  |

| Marsiglia 22ª giornata | Olympique Marsiglia | 2 – 1 referto | Olympique Lione |  |

| Marsiglia 23ª giornata | Auxerre | 0 – 2 referto | Olympique Marsiglia |  |

| Marsiglia 24ª giornata | Olympique Marsiglia | 6 – 1 referto | Nîmes |  |

| Le Havre 25ª giornata | Le Havre | 1 – 3 referto | Olympique Marsiglia |  |

| Marsiglia 26ª giornata | Olympique Marsiglia | 2 – 1 referto | Lens |  |

| Principato di Monaco 27ª giornata | Monaco | 1 – 0 referto | Olympique Marsiglia |  |

| Marsiglia 28ª giornata | Olympique Marsiglia | 0 – 0 referto | Bordeaux |  |

| Nantes 29ª giornata | Nantes | 0 – 2 referto | Olympique Marsiglia |  |

| Saint-Étienne 30ª giornata | Saint-Étienne | 0 – 2 referto | Olympique Marsiglia |  |

| Marsiglia 31ª giornata | Olympique Marsiglia | 2 – 0 referto | Sochaux |  |

| Montpellier 32ª giornata | Montpellier | 1 – 1 referto | Olympique Marsiglia |  |

| Marsiglia 33ª giornata | Olympique Marsiglia | 5 – 0 referto | Strasburgo |  |

| Caen 34ª giornata | Caen | 2 – 3 referto | Olympique Marsiglia |  |

| Marsiglia 35ª giornata | Olympique Marsiglia | 4 – 1 referto | Lilla |  |

| Valenciennes 36ª giornata | Valenciennes | 0 – 1 referto | Olympique Marsiglia |  |

| Marsiglia 37ª giornata | Olympique Marsiglia | 3 – 1 referto | Paris Saint-Germain |  |

| Tolosa 38ª giornata | Tolosa | 3 – 1 referto | Olympique Marsiglia |  |

### Coupe de France
| Arbitro: | Colombo |

|                            |           |                   |
| Ferreri 3’ 90’ Di Meco 73’ | Marcatori | 17’ (rig.) Castro |

| Arbitro: | Ramos |

|  |           |                   |
|  | Marcatori | 81’ (rig.) Völler |

| Arbitro: | Poulain |

|           |           |                       |
| Cauet 84’ | Marcatori | 17’ Völler 25’ Thomas |

| Arbitro: | Laine |

|                              |           |                   |
| Passi 17’ Casoni 105’ (aut.) | Marcatori | 61’ (aut.) Moreau |

### UEFA Champions League

#### Turni preliminari
| Arbitro: | Reijgwart |

|  |           |                                                          |
|  | Marcatori | 3’ Völler 19’, 29’ Martín Vázquez 41’ Sauzée 84’ Ferreri |

| Arbitro: | De Azevedo |

|                                 |           |  |
| Omam-Biyik 6’ Pelé 12’ Boli 72’ | Marcatori |  |

| Bucarest 21 ottobre 1992, ore 18:00 Ottavi di finale – Andata | Dinamo Bucarest | 0 – 0 referto | Olympique Marsiglia | Stadionul Național (45,000 spett.)\| Arbitro: \| Mikkelsen \| |
| Arbitro:                                                      | Mikkelsen       |               |                     |                                                               |

| Arbitro: | Pezzella |

|                 |           |  |
| Bokšić 32’, 68’ | Marcatori |  |

#### Fase a gironi
| Arbitro: | Puhl |

|                          |           |                       |
| McSwegan 76’ Hateley 82’ | Marcatori | 31’ Bokšić 55’ Völler |

| Arbitro: | Schmidhuber |

|                                  |           |  |
| Sauzée 4’ (rig.) Bokšić 10’, 26’ | Marcatori |  |

| Arbitro: | Baldas |

|              |           |          |
| Faizulin 55’ | Marcatori | 27’ Pelé |

| Arbitro: | Muhmenthaler |

|                                                              |           |  |
| Sauzée 4’ (rig.), 34’, 48’ Pelé 42’ Ferreri 70’ Desailly 78’ | Marcatori |  |

| Arbitro: | v.d. Ende |

|            |           |             |
| Sauzée 18’ | Marcatori | 52’ Durrant |

| Arbitro: | Crăciunescu |

|  |           |           |
|  | Marcatori | 2’ Bokšić |

#### Finale
| Arbitro: | Röthlisberger |

|          |           |  |
| Boli 43’ | Marcatori |  |

## Statistiche

### Statistiche di squadra
| Competizione          | Punti | Totale | Totale | Totale | Totale | Totale | Totale | DR  |
| Competizione          | Punti | G      | V      | N      | P      | Gf     | Gs     | DR  |
| --------------------- | ----- | ------ | ------ | ------ | ------ | ------ | ------ | --- |
| Division 1            | 55    | 38     | 23     | 9      | 6      | 72     | 36     | +36 |
| Coupe de France       | -     | 4      | 3      | 0      | 1      | 7      | 4      | +3  |
| UEFA Champions League | -     | 11     | 8      | 3      | 0      | 25     | 4      | +21 |
| Totale                | -     | 53     | 34     | 12     | 7      | 104    | 44     | +60 |

### Andamento in campionato
| Giornata  | 1 | 2 | 3 | 4 | 5 | 6 | 7 | 8 | 9 | 10 | 11 | 12 | 13 | 14 | 15 | 16 | 17 | 18 | 19 | 20 | 21 | 22 | 23 | 24 | 25 | 26 | 27 | 28 | 29 | 30 | 31 | 32 | 33 | 34 | 35 | 36 | 37 | 38 |
| --------- | - | - | - | - | - | - | - | - | - | -- | -- | -- | -- | -- | -- | -- | -- | -- | -- | -- | -- | -- | -- | -- | -- | -- | -- | -- | -- | -- | -- | -- | -- | -- | -- | -- | -- | -- |
| Luogo     | C | T | C | T | C | T | C | T | C | T  | C  | C  | T  | C  | T  | C  | T  | C  | T  | C  | T  | C  | T  | C  | T  | C  | T  | C  | T  | T  | C  | T  | C  | T  | C  | T  | C  | T  |
| Risultato | V | N | V | N | V | V | N | N | V | S  | S  | V  | N  | N  | N  | V  | S  | V  | V  | V  | S  | V  | V  | V  | V  | V  | S  | N  | V  | V  | V  | N  | V  | V  | V  | V  | V  | S  |
| Posizione | 6 | 6 | 4 | 5 | 3 | 3 | 3 | 4 | 3 | 4  | 5  | 5  | 4  | 5  | 5  | 5  | 5  | 5  | 4  | 3  | 5  | 4  | 4  | 2  | 2  | 1  | 2  | 2  | 2  | 1  | 1  | 1  | 1  | 1  | 1  | 1  | 1  | 1  |

Fonte:  Classements, su ligue1.com, ligue1.com. URL consultato il 28 agosto 2014 (archiviato dall'url originale il 26 agosto 2014).
Legenda:

Luogo: C = Casa; T = Trasferta. Risultato: V = Vittoria; N = Pareggio; P = Sconfitta.

### Statistiche dei giocatori
| Giocatore         | Division 1 | Division 1 | Division 1  | Division 1 | Coupe de France | Coupe de France | Coupe de France | Coupe de France | Champions League | Champions League | Champions League | Champions League | Totale   | Totale | Totale      | Totale     |
| Giocatore         | Presenze   | Reti       | Ammonizioni | Espulsioni | Presenze        | Reti            | Ammonizioni     | Espulsioni      | Presenze         | Reti             | Ammonizioni      | Espulsioni       | Presenze | Reti   | Ammonizioni | Espulsioni |
| ----------------- | ---------- | ---------- | ----------- | ---------- | --------------- | --------------- | --------------- | --------------- | ---------------- | ---------------- | ---------------- | ---------------- | -------- | ------ | ----------- | ---------- |
| M. Amoros         | 12         | 0          | 1           | 0          | 3               | 0               | 1               | 0               | 3                | 0                | 0                | 0                | 18       | 0      | 2           | 0          |
| J. Angloma        | 31         | 1          | 6           | 0          | 2               | 0               | 1               | 0               | 9                | 3                | 0                | 0                | 42       | 4      | 7           | 0          |
| F. Barthez        | 30         | -25        | 0           | 0          | 0               | -0              | 0               | 0               | 10               | -4               | 1                | 0                | 40       | -29    | 1           | 0          |
| A. Bokšić         | 37         | 23         | 3           | 0          | 1               | 0               | 0               | 0               | 8                | 6                | 1                | 0                | 46       | 29     | 4           | 0          |
| B. Boli           | 32         | 4          | 6           | 0          | 1               | 0               | 0               | 0               | 9                | 2                | 3                | 0                | 42       | 6      | 9           | 0          |
| B. Casoni         | 24         | 0          | 8           | 1          | 4               | 0               | 2               | 0               | 6                | 0                | 0                | 0                | 34       | 0      | 10          | 1          |
| M. Desailly       | 31         | 1          | 6           | 0          | 3               | 0               | 0               | 0               | 10               | 1                | 1                | 0                | 44       | 2      | 7           | 0          |
| D. Deschamps      | 36         | 1          | 6           | 0          | 3               | 0               | 1               | 0               | 11               | 0                | 1                | 0                | 50       | 1      | 8           | 0          |
| É. Di Meco        | 36         | 1          | 7           | 1          | 3               | 1               | 1               | 0               | 11               | 0                | 3                | 0                | 50       | 2      | 11          | 1          |
| I. Dobrovol'skij  | 8          | 1          | 1           | 0          | 3               | 0               | 0               | 0               | 1                | 0                | 0                | 0                | 12       | 1      | 1           | 0          |
| J.P. Durand       | 29         | 0          | 0           | 0          | 4               | 0               | 0               | 0               | 9                | 0                | 1                | 0                | 42       | 0      | 1           | 0          |
| J.J. Eydelie      | 27         | 0          | 8           | 2          | 2               | 0               | 1               | 0               | 11               | 0                | 0                | 0                | 40       | 0      | 9           | 2          |
| J.M. Ferreri      | 19         | 2          | 1           | 0          | 4               | 2               | 0               | 0               | 4                | 2                | 0                | 0                | 27       | 6      | 1           | 0          |
| J.C. Marquet      | 0          | 0          | 0           | 0          | 1               | 0               | 0               | 0               | 1                | 0                | 0                | 0                | 2        | 0      | 0           | 0          |
| R. Martín Vázquez | 7          | 1          | 0           | 0          | -               | -               | -               | -               | 2                | 2                | 0                | 0                | 9        | 3      | 0           | 0          |
| P. Olmeta         | 8          | -9         | 0           | 0          | 4               | -4              | 0               | 0               | 1                | -0               | 0                | 0                | 13       | -13    | 0           | 0          |
| F. Omam-Biyik     | 2          | 0          | 0           | 0          | -               | -               | -               | -               | 1                | 1                | 0                | 0                | 3        | 1      | 0           | 0          |
| A. Pelé           | 35         | 6          | 2           | 0          | 3               | 0               | 0               | 0               | 11               | 3                | 1                | 0                | 49       | 9      | 3           | 0          |
| F. Sauzée         | 35         | 11         | 7           | 0          | 2               | 0               | 1               | 0               | 10               | 6                | 0                | 0                | 47       | 17     | 8           | 0          |
| D. Stojković      | 0          | 0          | 0           | 0          | 0               | 0               | 0               | 0               | 0                | 0                | 0                | 0                | 0        | 0      | 0           | 0          |
| J.C. Thomas       | 17         | 0          | 0           | 0          | 4               | 1               | 0               | 0               | 5                | 0                | 0                | 0                | 26       | 1      | 0           | 0          |
| R. Völler         | 33         | 18         | 6           | 0          | 3               | 2               | 0               | 0               | 8                | 2                | 0                | 0                | 44       | 22     | 6           | 0          |